# Rivodutri
Rivodutri é uma comuna italiana da região do Lácio, província de Rieti, com cerca de 1.281 habitantes. Estende-se por uma área de 26 km², tendo uma densidade populacional de 49 hab/km². Faz fronteira com Colli sul Velino, Leonessa, Morro Reatino, Poggio Bustone, Polino (TR), Rieti.

## Demografia
| Variação demográfica do município entre 1861 e 2011                               |
|                                                                                   |
| Fonte: Istituto Nazionale di Statistica (ISTAT) - Elaboração gráfica da Wikipedia |